# Carex hoodii
Carex hoodii är en halvgräsart som beskrevs av Francis M.B. Boott. Carex hoodii ingår i släktet starrar, och familjen halvgräs. Inga underarter finns listade i Catalogue of Life.

## Bildgalleri

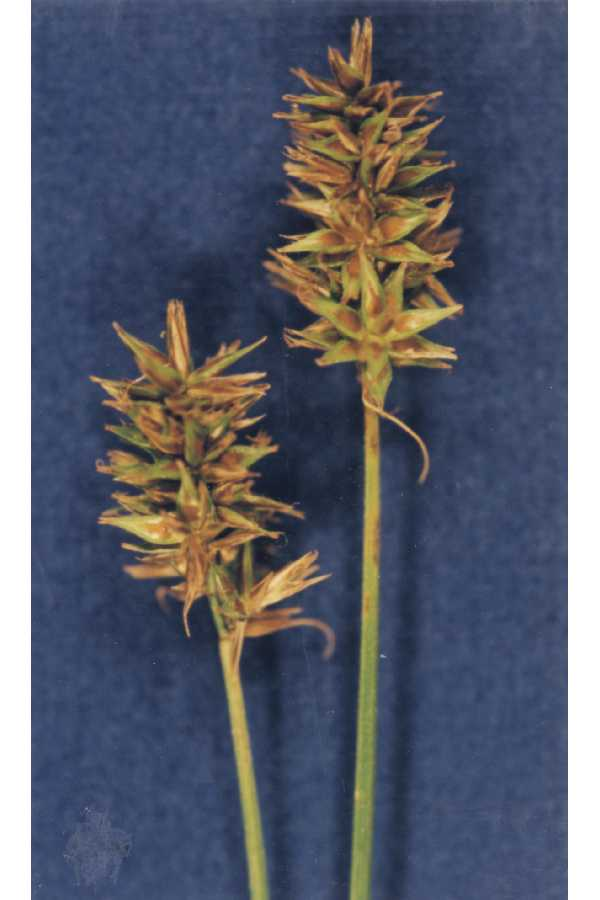
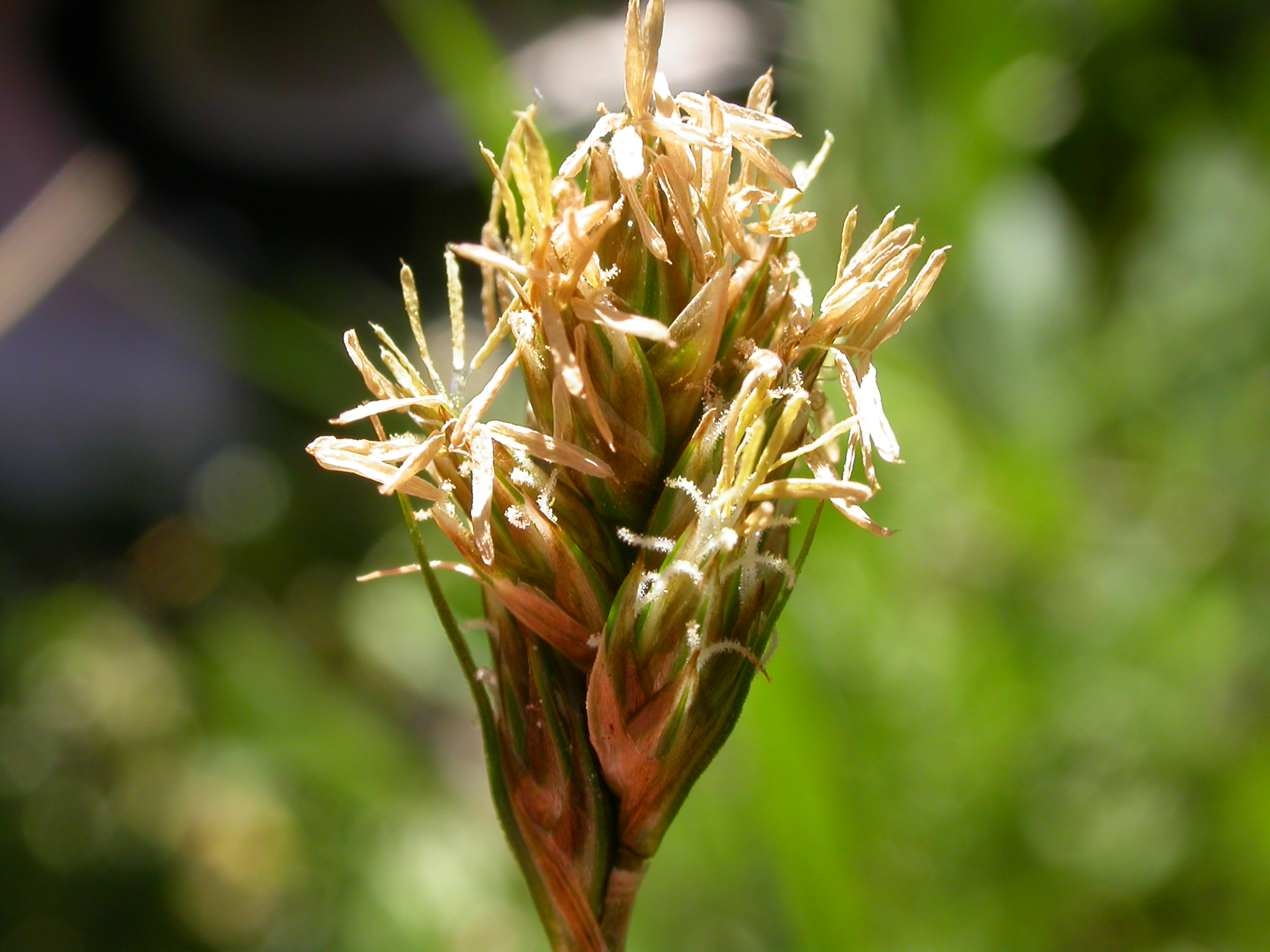
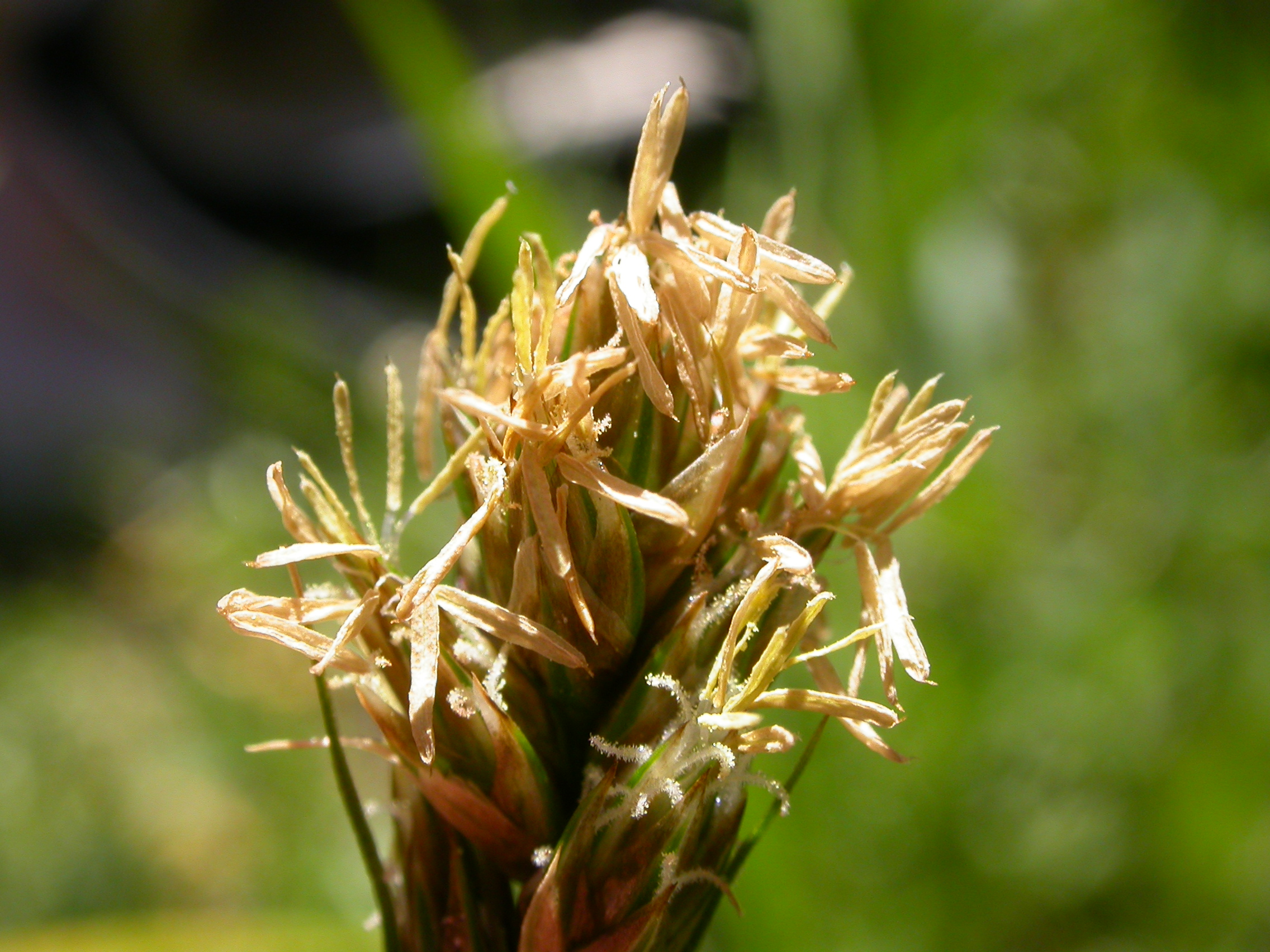